# Dmitrij Mironov
Dmitrij Olegovič Mironov (rusky Дмитрий Олегович Миронов; * 25. prosince 1965, Moskva) je bývalý ruský hokejový obránce a trenér.

## Hráčská kariéra
Dmitrij Mironov začal svou hokejovou kariéru v roce 1985 v Armádní sportovní klub SKA MVO Kalinin, v ročníku 1985/86 odehrál pár zápasů za CSKA Moskva. Od poloviny sezony 1986/87 byl kmenovým hráčem CSKA Moskva a v roce 1987 vyhrál s CSKA sovětský ligový titul a Evropský pohár. Po těchto úspěchů se později připojil ke klubu Křídla Sovětů Moskva, sportovní klub letectva. V roce 1989 zvítězil v soutěži Sovětský poháru s Krylja. V průběhu roku 1991 byl draftován v osmém kole na 160. místě týmem Toronto Maple Leafs. Téhož roku odešel z Křídla Sovětů a přestěhoval se do National Hockey League a připojil se následně k Maple Leafs. V červenci 1995 byl vyměněn z Maple Leafs do Pittsburgh Penguins za kanadského obránce Larry Murphy. V klubu Penguins dlouho nesetrval, 19. listopadu 1996 byl vyměněn společně se spoluhráčem Shawnem Antoskim do týmu Mighty Ducks of Anaheim za Alexe Hickse a Fredrika Olaussona. Stejně tak jak v Pittsburghu odehrál za Anaheim necelé dvě sezony, 24. března 1998 byl opět vyměněn do týmu Detroit Red Wings za Jamieho Pushora a 4. kolo draftu 1998 (touto volbou byl vybrán švédský obránce Viktor Wallin). V Detroitu se potkal s Larrym Murphym, kterým byl právě v roce 1995 vyměněn. V Detroit Red Wings jenom dohrál sezonu, v základní části odehrál jedenáct zápasů, v playoff přidal dalších sedm a pomohl tak k zisku Stanley Cupu. Po vypršení kontraktu se dohodl 29. července 1998 na smlouvě s týmem Washington Capitals jako volný hráč. Ve Washingtonu Capitals odehrál poslední tři sezony své hráčské kariéry. 23. ledna 2001 utrpěl zranění zad, takže minul zbytek sezony 2000/01 a celou následující sezónu. Později se rozhodl kvůli zranění ukončit kariéru.

## Ocenění a úspěchy
- 1992 OH – All-Star Tým
- 1998 NHL – All-Star Game

## Prvenství
- Debut v NHL – 17. března 1992 (Toronto Maple Leafs proti Quebec Nordiques)
- První gól v NHL – 15. dubna 1992 (Toronto Maple Leafs proti New York Rangers, americkému brankáři Mike Richter)
- První asistence v NHL – 22. října 1992 (Toronto Maple Leafs proti Ottawa Senators)

## Klubová statistika
| Sezóna       | Klub                    | Soutěž       |     | Základní část | Základní část | Základní část | Základní část | Základní část |    | Play off | Play off | Play off | Play off | Play off |
| Sezóna       | Klub                    | Soutěž       | Z   | G             | A             | B             | TM            | Z             | G  | A        | B        | TM       |          |          |
| 1984/1985    | SKA MVO Kalinin         | SSSR-3       |     | 9             |               |               |               | −             | −  | −        | −        | −        |          |          |
| 1985/1986    | SKA MVO Kalinin         | SSSR-2       | 36  | 13            | 6             | 19            | 50            | −             | −  | −        | −        | −        |          |          |
| 1985/1986    | CSKA Moskva             | SSSR         | 9   | 0             | 1             | 1             | 8             | −             | −  | −        | −        | −        |          |          |
| 1986/1987    | SKA MVO Kalinin         | SSSR-2       | 4   | 2             | 0             | 2             | 4             | −             | −  | −        | −        | −        |          |          |
| 1986/1987    | CSKA Moskva             | SSSR         | 20  | 1             | 3             | 4             | 10            | −             | −  | −        | −        | −        |          |          |
| 1987/1988    | Křídla Sovětů Moskva    | SSSR         | 44  | 12            | 6             | 18            | 14            | −             | −  | −        | −        | −        |          |          |
| 1988/1989    | Křídla Sovětů Moskva    | SSSR         | 44  | 5             | 6             | 11            | 44            | −             | −  | −        | −        | −        |          |          |
| 1989/1990    | Křídla Sovětů Moskva    | SSSR         | 45  | 4             | 11            | 15            | 34            | −             | −  | −        | −        | −        |          |          |
| 1990/1991    | Křídla Sovětů Moskva    | SSSR         | 45  | 16            | 12            | 28            | 22            | −             | −  | −        | −        | −        |          |          |
| 1991/1992    | Křídla Sovětů Moskva    | RSL          | 35  | 15            | 16            | 31            | 62            | −             | −  | −        | −        | −        |          |          |
| 1991/1992    | Toronto Maple Leafs     | NHL          | 7   | 1             | 0             | 1             | 0             | −             | −  | −        | −        | −        |          |          |
| 1992/1993    | Toronto Maple Leafs     | NHL          | 59  | 7             | 24            | 31            | 40            | 14            | 1  | 2        | 3        | 2        |          |          |
| 1993/1994    | Toronto Maple Leafs     | NHL          | 76  | 9             | 27            | 36            | 78            | 18            | 6  | 9        | 15       | 6        |          |          |
| 1994/1995    | Toronto Maple Leafs     | NHL          | 33  | 5             | 12            | 17            | 28            | 6             | 2  | 1        | 3        | 2        |          |          |
| 1995/1996    | Pittsburgh Penguins     | NHL          | 72  | 3             | 31            | 34            | 88            | 15            | 0  | 1        | 1        | 10       |          |          |
| 1996/1997    | Pittsburgh Penguins     | NHL          | 15  | 1             | 5             | 6             | 24            | −             | −  | −        | −        | −        |          |          |
| 1996/1997    | Mighty Ducks of Anaheim | NHL          | 62  | 12            | 34            | 46            | 77            | 11            | 1  | 10       | 11       | 10       |          |          |
| 1997/1998    | Mighty Ducks of Anaheim | NHL          | 66  | 6             | 30            | 36            | 115           | −             | −  | −        | −        | −        |          |          |
| 1997/1998    | Detroit Red Wings       | NHL          | 11  | 2             | 5             | 7             | 4             | 7             | 0  | 3        | 3        | 14       |          |          |
| 1998/1999    | Washington Capitals     | NHL          | 46  | 2             | 14            | 16            | 80            | −             | −  | −        | −        | −        |          |          |
| 1999/2000    | Washington Capitals     | NHL          | 73  | 3             | 19            | 22            | 28            | 4             | 0  | 0        | 0        | 4        |          |          |
| 2000/2001    | Houston Aeros           | IHL          | 3   | 2             | 0             | 2             | 2             | −             | −  | −        | −        | −        |          |          |
| 2000/2001    | Washington Capitals     | NHL          | 36  | 3             | 5             | 8             | 6             | −             | −  | −        | −        | −        |          |          |
| Celkem v NHL | Celkem v NHL            | Celkem v NHL | 556 | 54            | 206           | 260           | 568           | 75            | 10 | 26       | 36       | 48       |          |          |

## Reprezentace
| Rok          | Tým           | Soutěž       | Z  | G | A | B | TM |
| ------------ | ------------- | ------------ | -- | - | - | - | -- |
| 1991         | Sovětský svaz | MS           | 10 | 4 | 2 | 6 | 6  |
| 1991         | Sovětský svaz | KP           | 5  | 0 | 1 | 1 | 4  |
| 1992         | SNS           | OH           | 8  | 3 | 1 | 4 | 6  |
| 1992         | SNS           | MS           | 6  | 1 | 1 | 2 | 2  |
| 1998         | Rusko         | OH           | 6  | 0 | 3 | 3 | 0  |
| 2000         | Rusko         | MS           | 6  | 0 | 0 | 0 | 4  |
| Celkem na MS | Celkem na MS  | Celkem na MS | 22 | 5 | 3 | 8 | 12 |
| Celkem na OH | Celkem na OH  | Celkem na OH | 14 | 3 | 4 | 7 | 6  |